# Radical químic

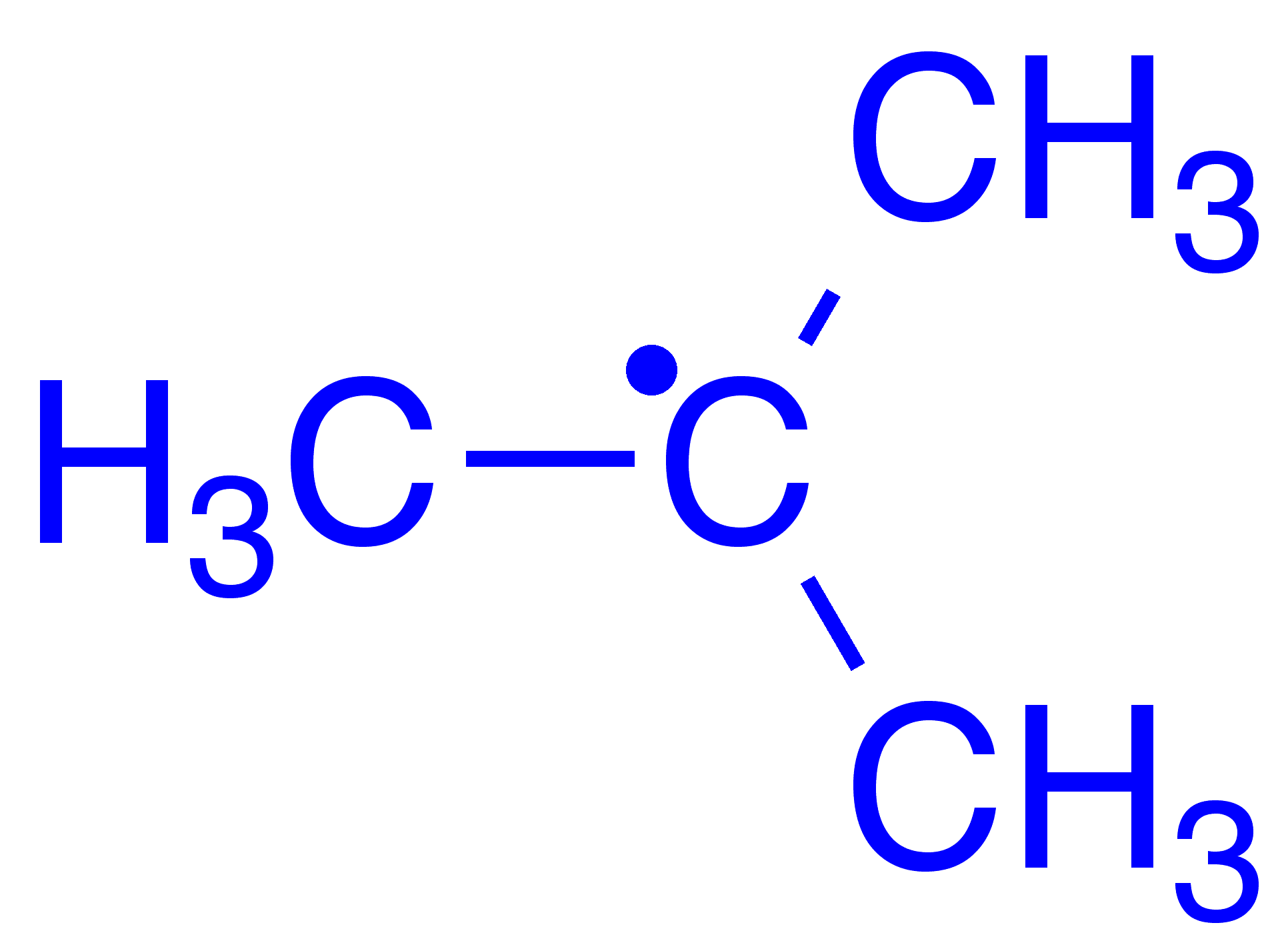
El radical Tert-butil

En la representació dels mecanismes de reacció s'usen fletxes d'un sol cap per a mostrar el moviment dels electrons desaparellats.

En química, els radicals lliures són àtoms o molècules amb electrons desaparellats, per la qual cosa són molt reactius i es combinen amb facilitat amb altres àtoms o molècules. Els radicals lliures tenen un paper important en la combustió, la química atmosfèrica, la polimerització, la química del plasma, la bioquímica i molts d'altres processos químics, incloent-hi la fisiologia humana. Per exemple, els superòxids i el monòxid de nitrogen regulen molts processos biològics, com el control de to vascular.

## Generació
Un radical lliure es forma quan un enllaç es fragmenta homolíticament i es subministra l'energia suficient com per dissociar l'enllaç. Existeixen quatre maneres de subministrar aquesta energia: tèrmicament, fotoquímicament, radioquímicament i per una reacció d'oxidoreducció.
- Tèrmica: és necessari exposar l'enllaç covalent a temperatures superiors als 800 °C. Però perquè sigui pràctica experimentalment s'ha de realitzar a temperatures inferiors de 200 °C. Per tal que l'enllaç es fragmenti haurà de tenir energies de dissociació menors de 30-40 kcal/mol. Ex: compostos azo, peròxids i èsters de nitril.

- Fotoquímica: l'energia de la llum d'una longitud d'ona entre 600 i 300 nm és de 48-96 kcal/mol, la qual és l'energia de dissociació dels enllaços covalents. Aquest rang es troba dintre de la regió UV, per tant, es pot utilitzar radiació per fragmentar els enllaços i generar radicals lliures. Ex: Cl₂.

- Radioquímica: la radiació gamma incideix sobre una substància orgànica, incideix sobre la fragmentació dels enllaços, i generalment, es produeixen radicals lliures.

- Oxidoreducció: pot generar radicals mitjançant la transferència d'un sol electró. Inicialment, aquesta transferència produeix un radical carregat (catiònic o aniònic). Aquestes espècies no són estables i es fragmenten espontàniament a un radical R· i un anió o catió. Ex: descomposició dels peròxids d'una sal de Fe(II) o Cu(I).

## Propietats
Els radicals són molt reactius, ja que tenen un electró desaparellat i reaccionen fàcilment amb altres espècies per tal de completar el seu octet i assolir una conformació més estable.
No obstant, hi ha radicals que tenen una major estabilitat, és a dir, una vida més llarga. El principal factor que hi afecta és l'estabilització per ressonància: es dona quan l'orbital d'un àtom del radical es pot superposar-se amb l'orbital de l'àtom veí, d'aquesta forma, s'aconsegueix deslocalitzar els electrons per ressonància i augmentar l'estabilitat termodinàmica. També n'hi ha que tenen un impediment estèric al seu entorn que dificulta la reactivitat amb les altres molècules de manera que també allarguen la seva vida. Aquests són els radicals estabilitzats cinèticament.
Dels radicals que tenen una vida de més llarga durada, se’n poden distingir tres tipus:
- Radicals estables:

Són aquells que estan conjugats a un sistema pi i, per tant, són més estables termodinàmicament. Exemples d'aquests tipus són la molécula de NO, O₂ i radical de la vitamina E entre d'altres.
- Radicals persistents:

Són aquells radicals que no poden reaccionar amb una altra molècula a causa de l'impediment estèric que hi ha al voltant del centre radicalari. Aquests són generats en grans quantitats a la combustió i són els responsables a l'estrès oxidatiu resultant en les malalties cardiopulmonars. Per exemple el trifenilmetil, sals, nitròzids, tempo…
- Diradicals:

Són molècules que contenen dos centres radicalaris, poden existir en una molècula com per exemple la de O₂. El fet que el O₂ sigui estable i de baixa reactivitat a l'atmosfera és a causa a aquest estat dirradicalari.

## Reaccions radicalàries
En les equacions químiques, els radicals lliures s'indiquen mitjançant un punt situat a la dreta del símbol atòmic o molecular de la següent forma:
{\displaystyle \mathrm {Cl} _{2}\;{\xrightarrow {h\nu }}\;2{\mathrm {Cl} \cdot }}
La calor o la llum, subministra l'energía necessària per trencar l'enllaç Cl-Cl homolíticament formant així un àtom amb un electró no aparellat, anomenat radical lliure. Aquest radical lliure és molt reactiu perquè només li falta un electró per complir l'octet.
Quan l'enllaç es trenca de tal manera que cada un dels àtoms del producte conserva un dels electrons de l'enllaç, el procés és l'anomenat trencament homolític.
Els mecanismes de reacció radicalària, utilitzen fletxes de mitja punta per indicar el moviment d'un sol electró. D'altra banda, una fletxa amb punta completa, indica el moviment de dos electrons.

## Processos radicalaris
Les reaccions en cadena que impliquen radicals lliures, en general poden ser dividits en tres processos diferents. Aquests són la iniciació, propagació i terminació.
- Iniciació: És sempre el primer procés i es basa en la formació dels radicals. Aquest pas, involucra una dissociació tèrmica o fotoquímica de molècules per donar àtoms o en alguns casos molècules que actúen com a promotors de la reacció en cadena mitjançant radicals a l'etapa de propagació.

{\displaystyle \mathrm {X} _{2}\;{\xrightarrow[{h\nu }]{\Delta }}\;{\mathrm {X} \cdot }+{\mathrm {X} \cdot }}
- Propagació: És el pas en què es propaga la cadena de reaccions. És a dir, el radical creat en el primer pas, reacciona amb una altra molècula generant un altre radical de manera que aquest últim pot reaccionar amb altres molècules mitjançant el mateix procés de trencament homolític fins que es generi el radical que s'havia format en el procés d'iniciació.

L'energia d'activació d'atac del radical es baixa perquè es forma un enllaç nou cada vegada que es trenca un altre enllaç, de manera que un cop iniciada la formació i consum dels radicals, el procés es torna autosuficient.
{\displaystyle \mathrm {CH} _{4}\ +{\mathrm {X} \cdot }\;\rightarrow \;\mathrm {HX} +{\cdot \mathrm {CH} _{3}}}
{\displaystyle {\cdot \mathrm {CH} _{3}}\ +\mathrm {X} _{2}\;\rightarrow \;\mathrm {CH} _{3}\mathrm {X} +{\mathrm {X} \cdot }}
- Terminació: Es produeix quan dos radicals es recombinen per formar una molècula en la que estan aparellats tots els electrons. Aquest procés, ajuda que la reacció arribi a la seva fí al disminuir la quantitat de radicals disponibles per propagar-la.[3]

{\displaystyle {\mathrm {X} \cdot }+{\mathrm {X} \cdot }\;\rightarrow \;\mathrm {X} _{2}}
Monocloració del metà
Els radicals però també es poden emprar en reaccions amb alcans (hidrocarburs saturats) els quals presenten un mecanisme com l'esmentat anteriorment.
Els alcans presenten enllaços σ C-H i C-C forts perquè el parell d'electrons es comparteix equitativament entre cada àtom i poden patir reaccions radicalàries en reaccionar amb halògens. Són compostos relativament poc reactius però en presència de Cl₂ poden reaccionar generant clorurs d'alquil. Aquesta reacció de cloració requereix la generació d'un radical de clor que en conseqüència promou el trencament homolític de l'enllaç de la molècula de metà, formant així un nou radical metil el qual reacciona de nou amb una molècula de gas. Un cop reacciona amb la molècula de gas es forma el clorur de metil i es regenera el radical inicial.
Envers la química ambiental, els radicals que contenen clor i brom (Cl, ClO, Br, BrO) són catalitzadors molt reactius que descomponen l'ozó estratosfèric.
El clorur de metil format (CH₃Cl) té un temps de vida a la troposfera d'aproximadament un any el qual la gran majoria s'elimina per reacció d'aquest amb el radical hidroxil:
{\displaystyle \mathrm {CH} _{3}\mathrm {Cl} +{\cdot \mathrm {OH} }\;\rightarrow \;{\cdot \mathrm {CH} _{2}\mathrm {Cl} }+\mathrm {H} _{2}\mathrm {O} }
Però una petita quantitat es pot desplaçar a l'estratosfera on es sotmet a fotòlisi generant de nou un radical clorur que desencadenarà la descomposició de l'ozó.
{\displaystyle \mathrm {CH} _{3}\mathrm {Cl} \;\xrightarrow {h\nu } \;{\cdot \mathrm {CH} _{3}}+{\cdot \mathrm {Cl} }}
Una font precursora narutal de CH₃Cl és el produït en reaccions biològiques en els oceans.

## Radicals en l'obtenció de polímers
Una aplicació de les reaccions amb radicals lliures és l'obtenció de polímers sintètics mitjançant la polimerització radicalària. Mitjançant les reaccions en cadena es van addicionant monòmers a l'extrem de la cadena de creixement. L'extrem d'aquesta cadena és un centre reactiu de tipus radicalari.
La polimerització radicalària implica l'addició d'un iniciador de radicals el qual té un enllaç feble que trenca homolíticament en l'etapa d'iniciació i s'addiciona al monòmer (normalment alquens) transformant-lo en un radical el qual desencadena el procés de polimerització addicionant-se a una altra unitat monomèrica que propaga la cadena.
Els iniciadors s'escullen en funció de la solubilitat que presentin en el medi de reacció i la temperatura de polimerització.
La finalització d'aquest procés es pot donar per combinació de les cadenes obtingudes. Cada cadena té un electró lliure el qual el comparteixen formant així un enllaç entre cadena i cadena.
També es pot dur a terme mitjançant la desproporció on una de les cadenes s'oxida cedint el seu electró lliure i l'altra cadena es redueix acceptant-lo. Una altra finalització es pot donar quan la cadena polimèrica reacciona amb una impuresa.
Alguns exemples de polímers obtinguts a través de polimerització radicalària són: El poliestirè, poliacrilnitril, clorur de polivinil, poliacetat de vinil, polibutadiè o polimetilmetacrilat, entre d'altres.

## Radicals en sistemes biològics
És un fet que elevades quantitats de llum i de calor són necessàries perquè es donin les reaccions radicalàries. A més les etapes de propagació de la reacció radicalària són difícils de controlar.
Segons aquests fets les reaccions radicalàries no s'haurien de dur a terme (i serien irrellevants) en els sistemes biològics. Però la realitat és que molts sistemes biològics empren radicals.
En els sistemes biològics en lloc de dur a terme la iniciació via fotoquímica o tèrmica es dona a través de molècules orgàniques amb ions metàl·lics. Pel que fa al control de la reacció, aquesta té lloc en el centre actiu d'un enzim.
Una aplicació de l'ús biològic de radicals és per processos de desintoxicació.
Els compostos hidrosolubles s'eliminen fàcilment pel cos, però els compostos no polars s'acumulen en components no polars de les cèl·lules. Per a poder-los excretar aquests compostos apolars s'han de transformar en compostos hidrosolubles.

### Exemples
- Citocrom P45O:

El citocrom P450 és considerat un enzim desintoxicant que conté ferro el qual substitueix un hidrogen en un hidrocarbur per un –OH.

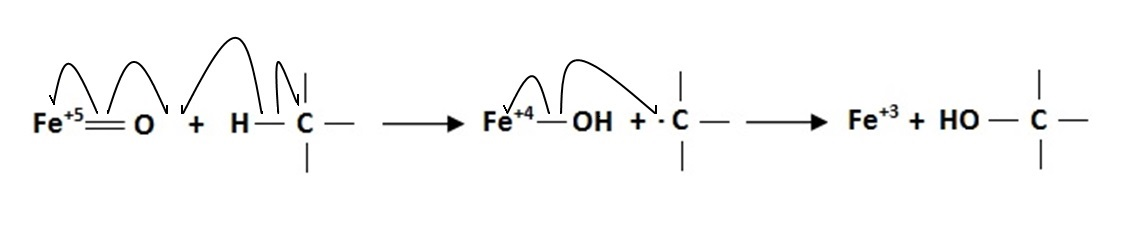
Citrocromep450

Una aplicació emprada era per l'obtenció del cafè descafeïnat. En la que s'emprava com a disolvent diclorometà CH₂Cl₂) per extraure la cafeïna dels grans de cafè i en la substitució de l'hidrogen per un –OH es generava CH(OH)Cl₂. Però es va deixar d'usar el diclorometà perquè és un producte carcinogen.
Com a solució s'empra CO₂ líquid a temperatures supercrítiques per extraure la cafeïna i a més extrau menys components del sabor del cafè.
- Greixos i olis:

En greixos i olis les reaccions amb radicals generen components amb olors forts mitjançant l'oxidació d'aquests a través d'una reacció radicalària en cadena. Elements quotidians que pateixen aquest fenomen són productes làctics com la llet agre o la mantega rància. Les membranes biològiques són constituïdes per una bona part lípids i aquestes reaccions tenen implicació en l'envelliment.
- Vitamina C i vitamina E:

Els radicals poden fer malbé moltes molècules biològiques incloent l'ADN, proteïnes i lípids.
Com a solució l'organisme utilitza inhibidors de radicals que són components que poden destruir els radicals reactius mitjançant la conversió en radicals no reactius o en components amb un parell d'electrons. Alguns exemples són: la hidroquinona i semiquinona, la vitamina C i la vitamina E.
La vitamina C consisteix en una mena de trampa de radicals solubles en aigua i treballa per a eliminar els radicals formats en les cèl·lules i en el plasma sanguini.
La vitamina E mitjançant radicals solubles en greix treballa per a eliminar els radicals formats en les membranes apolars de les cèl·lules.

## Radicals en química ambiental

### ClOxi CFC's
Pel que fa a la química en l'estratosfera els radicals tenen un paper molt important.
Un d'aquests radicals són els ClOx (•Cl,•ClO).
Els compostos de clor poden provindre per diverses fonts.
El clor és l'halògen més important el qual es forma en microorganismes i algues marines on per processos naturals donen CH₃Cl que desapareix gràcies al radical hidroxil. Quan arriba a l'estratosfera es descompon en radical metil i radical clorur.
Hi ha una altra font antropogènica de radicals clorurs la qual són els gasos clorofluorocarbons (CFC) els quals són compostos químicament i biològicament inerts cosa que fa que tinguin un llarg temps de vida a la troposfera.
Aquests compostos són hidrocarburs on els hidrògens s'han substituït per Cl (clor) o per F (fluor)i com s'anomena a l'apartat de reaccions radicalàries presenten mecanismes de reacció semblants als alcans.
Exemple: CFCl₃ quan entra a l'estratosfera 
{\displaystyle \mathrm {CFCl} _{3}\;{\xrightarrow {h\nu }}\;\ {\cdot \mathrm {CFCl} _{2}}+{\cdot \mathrm {Cl} }}
La presència del radical clorur en l'estratosfera i el que ho fa tan important és pel paper que juga en la contribució al forat de la capa d'ozó.
El radical clorur participa en el cicle catalític de la destrucció de l'ozó reaccionant aquest amb una molècula d'ozó generant ClO + O₂.
No obstant cal tenir en compte que hi ha mecanismes alternatius que poden representar fins i tot el 60% de la destrucció de l'O₃ mitjançant espècies ClOx.
{\displaystyle {\mathrm {HOO} \cdot }+{\mathrm {ClO} \cdot }\;\rightarrow \;\mathrm {HOCl} +\mathrm {O} _{2}}
{\displaystyle \mathrm {HOCl} \;{\xrightarrow {h\nu }}\;\ {\cdot \mathrm {OH} }+{\cdot \mathrm {Cl} }}
{\displaystyle {\cdot \mathrm {Cl} }+\mathrm {O} _{3}\;\rightarrow \;\ {\mathrm {ClO} \cdot }+\mathrm {O} _{2}}
{\displaystyle {\cdot \mathrm {OH} }+\mathrm {O} _{3}\;\rightarrow \;\ {\mathrm {HOO} \cdot }+\mathrm {O} _{2}}
—————————————————————————
{\displaystyle 2\mathrm {O} _{3}\;\rightarrow \;\ 3\mathrm {O} _{2}}
{\displaystyle {\mathrm {BrO} \cdot }+{\mathrm {ClO} \cdot }\;\rightarrow \;\ {\cdot \mathrm {Br} }+{\cdot \mathrm {Cl} }+\mathrm {O} _{2}}
{\displaystyle {\cdot \mathrm {Cl} }+\mathrm {O} _{3}\;\rightarrow \;\ {\mathrm {ClO} \cdot }+\mathrm {O} _{2}}
{\displaystyle {\cdot \mathrm {Br} }+\mathrm {O} _{3}\;\rightarrow \;\ {\mathrm {BrO} \cdot }+\mathrm {O} _{2}}
—————————————————————————
{\displaystyle 2\mathrm {O} _{3}\;\rightarrow \;\ 3\mathrm {O} _{2}}

### Radical hidroxil
El radical hidroxil, és l'espècie simple reactiva intermediària més important en els processos químics atmosfèrics. Es pot formar per diversos mecanismes. A elevades altituds es produeix per la fotosíntesi de l'aigua:
{\displaystyle \mathrm {H} _{2}\mathrm {O} \;{\xrightarrow {h\nu }}\;\ {\cdot \mathrm {OH} }+\mathrm {H} }
En presència de matèria orgànica, el radical hidroxil, es produeix en quantitats abundants com a intermedi en la formació de l'smog fotoquímic. Aquest procés, s'obté per fotòlisis del vapor d'àcid nitrós:
{\displaystyle \mathrm {HONO} \;{\xrightarrow {h\nu }}\;\ {\cdot \mathrm {OH} }+\mathrm {NO} }
Aquest radical lliure, també es pot generar per fotodissociació del peròxid d'hidrogen ,H₂O₂, l'oxidant més important en dissolució de partícules atmosfèriques com ara la boira, núvols o pluja.
{\displaystyle \mathrm {H} _{2}\mathrm {O} _{2}\;{\xrightarrow {h\nu }}\;\ {\cdot \mathrm {OH} }+{\cdot \mathrm {OH} }}
A la troposfera, relativament no contaminant, el radical hidroxil es produeix com a resultat de la fotòlisi de l'ozó.
{\displaystyle \mathrm {O} _{3}\;{\xrightarrow {h\nu }}\;\ {\cdot \mathrm {OH} }+\mathrm {O} _{2}}
Seguida per la reacció d'una fracció dels àtoms d'oxigen excitats amb molècules d'aigua.
{\displaystyle \mathrm {H} _{2}\mathrm {O} +{\cdot \mathrm {O} }\;{\xrightarrow {}}\;\ 2{\cdot \mathrm {OH} }}
El radical hidroxil, està involucrat en diverses transformacions químiques de diverses espècies traça a l'atmosfera. Entre les espècies traça més importants, que reaccionen amb el radical hidroxil, estan el monòxid de carboni, el diòxid de sofre, el sulfur d'hidrogen, el metà i l'òxid nítric.

#### Metà
Una de les reaccions més important on el radical hidroxil és eliminat de la troposfera, és la reacció amb el metà que és l'hidrocarbur atmosfèric més abundant i important.
{\displaystyle \mathrm {CH} _{4}+{\cdot \mathrm {OH} }\;\xrightarrow {} \;\ {\cdot \mathrm {CH} _{3}}+\mathrm {H} _{2}\mathrm {O} }
És un contaminant primari que es forma de manera natural en diverses reaccions anaeròbiques del metabolisme. El bestiar, les reaccions de putrefacció i la digestió dels tèrmits forma metà en grans quantitats. També es desprèn del gas natural, del que és un component majoritari i en algunes combustions. Així mateix es formen grans quantitats de metà en els processos d'origen humà fins a constituir, segons alguns autors, prop del 50% de l'emès a l'atmosfera.
Desapareix de l'atmosfera a conseqüència de reaccionar amb els radicals ·OH formant, entre altres compostos, ozó. La seva vida mitjana a la troposfera és d'entre 5 i 10 anys.
Es considera que no produeix danys en la salut ni en els éssers vius, però influeix de manera significativa en l'efecte hivernacle i també en les reaccions estratosfèriques.
A Espanya, la gran majoria del metà emès a l'atmosfera prové de quatre fonts, en proporcions molt similars: l'agricultura i ramaderia, el tractament de residus, el tractament i distribució de combustibles fòssils i les emissions naturals que tenen lloc, sobretot, en les zones humides.

### NOx
S'anomena NOx a les espècies ·NO i ·NO₂, perquè no se sap la proporció de cadascuna d'elles, sinó que globalment.
Els processos de combustió són la principal font d'aquests gasos, sobretot per la combustió de la gasolina. L'N₂ reacciona amb l'O₂ en els motors dels cotxes, degut a les altes temperatures, per donar ·NOx.
Hi ha una altra font d'aquests radicals per sobre dels 30 km de la terra, perquè reacciona el nitrogen gas:
{\displaystyle \mathrm {N} _{2}\;{\xrightarrow {h\nu }}\;\ \mathrm {N} _{4S}+\mathrm {N} _{2D}^{*}}
{\displaystyle \mathrm {N} _{4S}+\mathrm {O} _{2}\;{\xrightarrow {}}\;\ \mathrm {NO} +\mathrm {O} }

Aquests radicals resideixen principalment a la troposfera, gairebé no arriben a l'estratosfera, ja que tenen temps de vida curts.
Són uns dels causants de la pluja àcida, ja que es queden atrapats en les gotes de l'aigua de la troposfera i formen HNO₃ que després cauen en forma de precipitació.
Aquests radicals també participen en el cicle de destrucció de l'ozó:
{\displaystyle \mathrm {NO} +\mathrm {O} _{3}\;{\xrightarrow {}}\;\ \mathrm {NO} _{2}+\mathrm {O} _{2}}
{\displaystyle \mathrm {NO} _{2}+{\cdot \mathrm {O} }\;{\xrightarrow {}}\;\ \mathrm {NO} +\mathrm {O} _{2}}
——————————————————————
{\displaystyle {\cdot \mathrm {O} }+\mathrm {O} _{3}\;{\xrightarrow {}}\;\ 2\mathrm {O} _{2}}

Tot i que això no és del tot cert, ja que també els ·NOx es redueixen a l'atmosfera:
{\displaystyle {\cdot \mathrm {NO} }+{\cdot \mathrm {OH} }+\mathrm {M} \;{\xrightarrow {}}\;\ \mathrm {HNO} _{2}+\mathrm {M} }
{\displaystyle {\cdot \mathrm {NO} _{2}}+{\cdot \mathrm {OH} }+\mathrm {M} \;{\xrightarrow {}}\;\ \mathrm {HNO} _{3}+\mathrm {M} }

També són causants de l'smog fotoquímic o boirum fotoquímic, de fet el NO₂ és el que li dona el seu color ataronjat tan característic.

### Formació dels núvols estratosfèrics polars
Les condicions atmosfèriques (T = -80 °C) que es donen en la regió on es troba el vòrtex polar afavoreix la formació dels núvols estratosfèrics polars (PSCs).
- Tipus I: a T = -80 °C i formació de partícules de HNO₃ en una proporció 1/3.
- Tipus II: a T = -86 °C i formació de partícules de cristalls de gel.

En les reaccions que tenen lloc per la formació d'aquests núvols estratosfèrics polars hi ha la presència de radicals lliures.
Hi ha reaccions heterogènies que tenen lloc sobre la superfície dels cristalls de gel en els PSCs de tipus I que són:
{\displaystyle \mathrm {HCl} +\mathrm {ClONO} _{2}\;\rightarrow \;\ \mathrm {Cl} _{2}+\mathrm {HNO} _{3}}
{\displaystyle \mathrm {H} _{2}\mathrm {O} +\mathrm {ClONO} _{2}\;\rightarrow \;\ \mathrm {HOCl} +\mathrm {HNO} _{3}}
En el començament del dia es produeixen les següents reaccions quan arriba la llum solar:
{\displaystyle \mathrm {Cl} _{2}\;{\xrightarrow {h\nu }}\;\ {\cdot \mathrm {Cl} }+{\cdot \mathrm {OH} }}
{\displaystyle \mathrm {HOCl} \;{\xrightarrow {h\nu }}\;\ {\cdot \mathrm {Cl} }+{\cdot \mathrm {OH} }}
La ràpida destrucció de l'ozó sense la participació dels àtoms d'oxigen (O):
{\displaystyle 2\left({\cdot \mathrm {Cl} }+\mathrm {O} _{3}\;\rightarrow \;\ {\mathrm {ClO} \cdot }+\mathrm {O} _{2}\right)}
{\displaystyle {\cdot \mathrm {ClO} }+{\cdot \mathrm {ClO} }+\mathrm {M} \;\rightarrow \;\ \mathrm {ClOOCl} +\mathrm {M} }
{\displaystyle \mathrm {ClOOCl} \;{\xrightarrow {h\nu }}\;\ {\mathrm {ClOO} \cdot }+{\cdot \mathrm {Cl} }}
{\displaystyle {\mathrm {ClOO} \cdot }+\mathrm {M} \;\rightarrow \;\ {\cdot \mathrm {Cl} }+\mathrm {O} _{2}+\mathrm {M} }
__________________________________________________________
{\displaystyle 2\mathrm {O} _{3}\;{\xrightarrow {h\nu }}\;\ 3\mathrm {O} _{2}}